# Giorgio Puia
Giorgio Puia (Gorizia, 8 marzo 1938) è un allenatore di calcio ed ex calciatore italiano, di ruolo mezzala o stopper.

## Carriera

Puia (in piedi, terzo da sinistra) in nazionale nel 1969

Esordì in Serie A con la maglia alabardata della Triestina nel campionato 1958-1959, disputando 2 gare. Dopo la retrocessione della squadra in Serie B, rimase un solo anno a Trieste per passare nel 1960 al Lanerossi Vicenza.
Con la compagine biancorossa giocò tre stagioni in Serie A, capocannoniere della squadra nella terza con 10 reti. Puia fu convocato in Nazionale, con cui esordì l'11 novembre 1962 contro l'Austria, e prima del termine del campionato giocò un'altra partita in azzurro; nel 1970 fece parte della spedizione azzurra ai Mondiali in Messico, dove indossò il numero 9 senza mai giocare.
Nel 1963 fu ceduto al Torino per 180 milioni di lire; nel club granata fu titolare fisso fino al 1971 e in quel periodo giocò altre 5 partite in Nazionale. Trasformò il suo ruolo da quello di mezzala a stopper, chiudendo la carriera in A con poche partite in maglia granata nel 1971-1972.
Ha giocato 332 partite, segnando 28 reti, in Serie A e 30 partite, con 7 reti, in Serie B.

## Statistiche

### Cronologia presenze e reti in nazionale
| Cronologia completa delle presenze e delle reti in nazionale ― Italia | Cronologia completa delle presenze e delle reti in nazionale ― Italia | Cronologia completa delle presenze e delle reti in nazionale ― Italia | Cronologia completa delle presenze e delle reti in nazionale ― Italia | Cronologia completa delle presenze e delle reti in nazionale ― Italia | Cronologia completa delle presenze e delle reti in nazionale ― Italia | Cronologia completa delle presenze e delle reti in nazionale ― Italia | Cronologia completa delle presenze e delle reti in nazionale ― Italia |
| Data                                                                  | Città                                                                 | In casa                                                               | Risultato                                                             | Ospiti                                                                | Competizione                                                          | Reti                                                                  | Note                                                                  |
| --------------------------------------------------------------------- | --------------------------------------------------------------------- | --------------------------------------------------------------------- | --------------------------------------------------------------------- | --------------------------------------------------------------------- | --------------------------------------------------------------------- | --------------------------------------------------------------------- | --------------------------------------------------------------------- |
| 11-11-1962                                                            | Vienna                                                                | Austria                                                               | 1 – 2                                                                 | Italia                                                                | Amichevole                                                            | -                                                                     |                                                                       |
| 27-3-1963                                                             | Istanbul                                                              | Turchia                                                               | 0 – 1                                                                 | Italia                                                                | Qual. Euro 1964                                                       | -                                                                     |                                                                       |
| 24-5-1969                                                             | Torino                                                                | Italia                                                                | 0 – 0                                                                 | Bulgaria                                                              | Amichevole                                                            | -                                                                     |                                                                       |
| 4-11-1969                                                             | Roma                                                                  | Italia                                                                | 4 – 1                                                                 | Galles                                                                | Qual. Mondiali 1970                                                   | -                                                                     |                                                                       |
| 22-11-1969                                                            | Napoli                                                                | Italia                                                                | 3 – 0                                                                 | Germania Est                                                          | Qual. Mondiali 1970                                                   | -                                                                     |                                                                       |
| 21-2-1970                                                             | Madrid                                                                | Spagna                                                                | 2 – 2                                                                 | Italia                                                                | Amichevole                                                            | -                                                                     |                                                                       |
| 10-5-1970                                                             | Lisbona                                                               | Portogallo                                                            | 1 – 2                                                                 | Italia                                                                | Amichevole                                                            | -                                                                     | 46’                                                                   |
| Totale                                                                |                                                                       | Presenze                                                              | 7                                                                     |                                                                       | Reti                                                                  | 0                                                                     |                                                                       |

## Palmarès

### Giocatore
- Coppa Italia: 2

Torino: 1967-1968, 1970-1971